# Sziwaczewo
Sziwaczewo (bułg. Шивачево) – miasto w Bułgarii, w obwodzie Sliwen, w gminie Twyrdica. Według danych szacunkowych Ujednoliconego Systemu Ewidencji Ludności oraz Usług Administracyjnych dla Ludności, 15 czerwca 2020 roku miejscowość liczyła 4 018 mieszkańców.

## Położenie
Miasto położone jest u podnóża Starej Płaniny pod grzbietem górskim Eleno-Twyrdiszkija. Nad Blagornicą. Sziwaczewo znajduje się na tym samym równoleżniku co Sofia. Miasto posiada jedną dzielnicę – Gara Czumerna.

## Historia
Miejscowość do 1906 roku nazywała się Terzobas, między 1906 a 1934 rokiem Iztoczno Sziwaczewo, natomiast między 1934 a 1976 rokiem Golamo Sziwaczewo. Sziwaczewo prawa miejskie dostało w 1984 roku.

## Gospodarka
Głównym zajęciem mieszkańców jest rolnictwo. Istnieją również sady brzoskwiń, winogron i wiśni.

## Kultura i oświata
- muzeum etnograficzne
- szkoła średnia im. Georgi Aleksiew Karawełow
- 26 lutego – dzień miasta

## Osoby związane z Sziwaczewem
- Micho Dukow (1955) – bułgarski żołnierz, medalista olimpijski